# Jérôme Fagla Médégan
Jérôme Fagla Médégan est un médecin et biochimiste béninois.
Il dépose en 2007 le brevet d'un médicament contre la drépanocytose (anémie falciforme) fabriqué à base de plantes, le VK 500.
Dans leur livre "Vodun et Orisha", Catherine et Bernard DESJEUX lui consacrent un chapitre expliquant comment, petit-fils d'un "gardien du culte, fils d'un médecin et médecin lui-même, il a constitué une base de données recensant plus d'un millier de plantes et leurs alcaloïdes actifs.
Toutefois  le forum "Drepavie" cite une communication du Pr Gil TCHERNIA concluant: "je puis affirmer que le VK500 est dénué des effets que lui attribue Monsieur Ménégan. L'effet clinique n'est pas démontré par un essai conduit selon les bonnes pratiques médicales. La réversion de la falciformation ou de la polymérisation n'a pas été observée in vitro. Les différents partenaires ont refusé l'expérimentation animale."